# قشرة حزامية أمامية
القشرة الحزامية الأمامية (اختصارًا ACC) هي القسم الأمامي من القشرة الحزامية، وهي تشبه في شكلها «طوق» أو «حزام» يحيط بالقسم الأمامي من الجسم الثفني. تتألف القشرة الحزامية الأمامية من باحات برودمان ذوات الأرقام 24 و 32 و 33.
لهذه القشرة دور في عدة وظائف مستقلة مثل ضبط ضغط الدم وسرعة القلب. كما لهذه القشرة دور في الوظائف العقلانية المعرفية مثل المرونة الإدراكية التي تستوجب اتخاذ القرار والتشاعر. والتحكم في الاندفاع والمشاعر.

## اقرأ أيضاً
- باحات برودمان
- فصوص المخ